# Alnäsabäcken
Alnäsabäcken is een van de (relatief) kleine riviertjes/beekjes die het Zweedse eiland Fårö rijk is. Het riviertje verzorgt (indien daar voldoende water aanwezig is) de afwatering van het meer Alnäsaträsk. Ze mondt uit in de Alnäsaviken, een baai van de Oostzee. Alnäsa is een aanduiding van een gebied op het eiland, tegenwoordig plaatselijk bekend als strand. De waterweg staat grote delen van het jaar droog.